# Сельсоветы и поссоветы Воронежской области
Сельсоветы и поссоветы — органы местного самоуправления (муниципальные образования) и объекты административно-территориального устройства в составе районов Воронежской области, существовавшие до 2004 и, соответственно, 2006 года.
С 2006 года как учётные единицы выделяются исключительно в ОКАТО.

## История
После распада СССР сельсоветы и поссоветы сохранялись на территории Воронежской области до 2000-х годов.
Законом от 28 декабря 1994 года № 8-з сельсоветы были определены как муниципальные образования:
- в границах территорий муниципальных образований первого вида — районов — имеются муниципальные образования второго вида города, сельсоветы, сёла, посёлки иные сельские поселения.

В Законе об административно-территориальном устройстве от 17 мая 1995 года № 15-з было определено, что:
- сельсовет — административно-территориальная единица, которая своими фиксированными границами охватывает один или несколько сельских населённых пунктов вместе с находящимися в их ведении землями;

- район — административно-территориальная единица, которая объединяет в своих границах несколько сельсоветов, а также городские и сельские поселения;

- территория районов Воронежской области непосредственно подразделяется на города местного значения, посёлки, сельсоветы, сельские населённые пункты, составляющие в системе административно-территориального устройства области первичный уровень (это же определение значилось в Уставе области в варианте как 1995[4], так и 2001 годов[5]).

Специальное определение поссовета отсутствовало. Поссоветы как муниципальные образования в составе районов соответствовали категории муниципальных образований — посёлков или городских поселений, как объекты административно-территориального устройства — определению городских поселений, посёлков, а также территорий административного управления:
- территории административного управления — участки территории области, района, города, выделенные компетентными органами государственного управления или местного самоуправления, в целях осуществления по этим территориям отдельных управленческих функций.

Помимо того, выделялись сельсоветы и поссоветы в подчинении города (областного подчинения) Воронежа и сельсоветы на территории Борисоглебского района, преобразованного в 1996 году в город-район Борисоглебск (разновидность города областного подчинения), тем самым, административно-территориальными единицами не являлись, но соответствовали определению территорий административного управления (и, в случае с Борисоглебском, выделенной пригородной зоны). На уровне местного самоуправления провозглашалось, что:
- в границах территорий городов могут образовываться муниципальные образования второго вида — районы в городах, иные внутригородские муниципальные образования.

В 2004 году в ходе реформы местного самоуправления сельсоветы Борисоглебского района (город-район Борисоглебск был преобразован в городской округ, с 2006 Борисоглебский городской округ), сельсоветы и поссоветы города Воронежа были упразднены, в составе районов сельсоветы и поссоветы (наравне с остальными посёлками городского типа) были преобразованы в сельские и городские поселения муниципальных районов.
В 2006 году вышел новый Закон об административно-территориальном устройстве, согласно которому административно-территориальное устройство стало полностью соответствовать муниципальному, в частности, городские и сельские поселения были определены как административно-территориальные единицы в составе муниципальных районов как административно-территориальных единиц:
- территории муниципальных районов делятся на территории городских и (или) сельских поселений.

Это преобразование не отражено в ОКАТО, в котором сельсоветы продолжают значиться в качестве административно-территориальных единиц в составе районов (в том числе несуществующего Борисоглебского). Упразднение поселений в результате объединения с другими поселениями тоже не получает отражения, то есть сведения в ОКАТО, в целом, актуальными не являются.
В 2011 году посёлки городского типа и сельские населённые пункты, находившиеся в подчинении Воронежа, были включены в черту города, поссоветы и сельсоветы упразднены. Из ОКАТО это сельсоветы и поссоветы были исключены в 2021 году.

## Список
С 2021 года в ОКАТО в Воронежской области выделяются 482 сельсовета
- в том числе 11 сельсоветов несуществующего Борисоглебского района[8] (город Борисоглебск учитывается по отдельности как город областного подчинения[12]);

Поссоветы (выделены оранжевым цветом) в ОКАТО оформлены как посёлки городского типа и подчинённые сельские населённые пункты.
Им соответствуют на уровне актуального муниципального и административно-территориального устройства:
- 416 сельских поселений;
- 10 городских поселений.

Сельсоветы и поссоветы, составившие основу сельских и городских поселений, впоследствии упразднённых, исключаются из текстов законов о статусе и границах муниципальных образований Воронежской области.
Обозначения
- г. — город

- пгт — посёлок городского типа

- с. — село

- с.н.п. — сельский населённый пункт

Муниципальные образования и административно-территориальные единицы
- г/п — городское поселение

- с/п — сельское поселение

- район — муниципальный район

### Сельсоветы и поссоветы, преобразованные в поселения
| №   | Сельсовет / поссовет   | Варианты названия            | Тип       | Поселение                  | Район           | Комментарий                                                              |
| --- | ---------------------- | ---------------------------- | --------- | -------------------------- | --------------- | ------------------------------------------------------------------------ |
| 1   | Абрамовский            |                              | сельсовет | Абрамовское с/п            | Таловский       |                                                                          |
| 2   | Абрамовский 2-й        |                              | сельсовет | Абрамовское с/п            | Таловский       |                                                                          |
| 3   | Айдаровский            |                              | сельсовет | Айдаровское с/п            | Рамонский       |                                                                          |
| 4   | Алейниковский          |                              | сельсовет | Алейниковское с/п          | Россошанский    |                                                                          |
| 5   | Александро-Донской     |                              | сельсовет | Александро-Донское с/п     | Павловский      |                                                                          |
| 6   | Александровский        |                              | сельсовет | Александровское с/п        | Верхнехавский   |                                                                          |
| 7   | Александровский        |                              | сельсовет | Александровское с/п        | Павловский      |                                                                          |
| 8   | Александровский        |                              | сельсовет | Александровское с/п        | Россошанский    |                                                                          |
| 9   | Александровский        |                              | сельсовет | Александровское с/п        | Таловский       |                                                                          |
| 10  | Александровский        |                              | сельсовет | Александровское с/п        | Терновский      |                                                                          |
| 11  | Александровский        |                              | сельсовет | Александровское с/п        | Эртильский      |                                                                          |
| 12  | Алексеевский           |                              | сельсовет | Алексеевское с/п           | Грибановский    |                                                                          |
| 13  | Алешковский            |                              | сельсовет | Алешковское с/п            | Терновский      |                                                                          |
| 14  | Алфёровский            |                              | сельсовет | г/п город Новохопёрск      | Новохопёрский   |                                                                          |
| 15  | Андреевский            |                              | сельсовет | Андреевское с/п            | Нижнедевицкий   |                                                                          |
| 16  | Анновский              |                              | сельсовет | Анновское с/п              | Бобровский      |                                                                          |
| 17  | Анохинский             |                              | сельсовет | Нижнекаменское с/п         | Таловский       |                                                                          |
| 18  | Артюшкинский           |                              | сельсовет | Артюшкинское с/п           | Аннинский       |                                                                          |
| 19  | Архангельский          |                              | сельсовет | Архангельское с/п          | Аннинский       | состав до 2013: часть с. Архангельского и часть с. Никольского           |
| 20  | Архангельский          |                              | сельсовет | Архангельское с/п          | Хохольский      |                                                                          |
| 21  | Архиповский            |                              | сельсовет | Архиповское с/п            | Россошанский    |                                                                          |
| 22  | Бабяковский            |                              | сельсовет | Бабяковское с/п            | Новоусманский   |                                                                          |
| 23  | Базовский              |                              | сельсовет | Ольховатское г/п           | Ольховатский    |                                                                          |
| 24  | Байчуровский           |                              | сельсовет | Байчуровское с/п           | Поворинский     |                                                                          |
| 25  | Белогорьевский         |                              | сельсовет | Белогорьевское с/п         | Подгоренский    |                                                                          |
| 26  | Березняговский         |                              | сельсовет | Березняговское с/п         | Петропавловский |                                                                          |
| 27  | Берёзовский            |                              | сельсовет | Берёзовское с/п            | Аннинский       |                                                                          |
| 28  | Берёзовский            | до 2005: Берёзовский 1-й     | сельсовет | Берёзовское с/п            | Бутурлиновский  |                                                                          |
| 29  | Берёзовский            | до 2005: Берёзовский 2-й     | сельсовет | Берёзовское с/п            | Воробьёвский    |                                                                          |
| 30  | Берёзовский            |                              | сельсовет | Берёзовское с/п            | Острогожский    |                                                                          |
| 31  | Берёзовский            |                              | сельсовет | Коленовское с/п            | Новохопёрский   |                                                                          |
| 32  | Берёзовский            |                              | сельсовет | Берёзовское с/п            | Подгоренский    |                                                                          |
| 33  | Берёзовский            |                              | сельсовет | Берёзовское с/п            | Рамонский       |                                                                          |
| 34  | Битюг-Матрёновский     |                              | сельсовет | Битюг-Матрёновское с/п     | Эртильский      |                                                                          |
| 35  | Бирюченский            |                              | сельсовет | Тишанское с/п              | Таловский       |                                                                          |
| 36  | Бодеевский             |                              | сельсовет | Бодеевское с/п             | Лискинский      |                                                                          |
| 37  | Боевский               |                              | сельсовет | Боевское с/п               | Каширский       |                                                                          |
| 38  | Болдыревский           |                              | сельсовет | Болдыревское с/п           | Острогожский    |                                                                          |
| 39  | Большеалабухский       |                              | сельсовет | Большеалабухское с/п       | Грибановский    |                                                                          |
| 40  | Большеверейский        |                              | сельсовет | Большеверейское с/п        | Рамонский       |                                                                          |
| 41  | Большедмитровский      |                              | сельсовет | Большедмитровское с/п      | Подгоренский    |                                                                          |
| 42  | Большедобринский       |                              | сельсовет | Большедобринское с/п       | Эртильский      |                                                                          |
| 43  | Большеприваловский     |                              | сельсовет | Большеприваловское с/п     | Верхнехавский   |                                                                          |
| 44  | Бондаревский           |                              | сельсовет | Бондаревское с/п           | Кантемировский  |                                                                          |
| 45  | Борщёво-Песковский     |                              | сельсовет | Борщёво-Песковское с/п     | Эртильский      |                                                                          |
| 46  | Борщёвский             |                              | сельсовет | Прогрессовское с/п         | Панинский       |                                                                          |
| 47  | Борщёвский             |                              | сельсовет | Борщёвское с/п             | Хохольский      |                                                                          |
| 48  | Братковский            |                              | сельсовет | Братковское с/п            | Терновский      |                                                                          |
| 49  | Бродовский             |                              | сельсовет | Бродовское с/п             | Аннинский       |                                                                          |
| 50  | Бугаевский             |                              | сельсовет | Бугаевское с/п             | Кантемировский  |                                                                          |
| 51  | Буравцовский           |                              | сельсовет | Буравцовское с/п           | Эртильский      |                                                                          |
| 52  | Бурляевский            |                              | сельсовет | Пыховское с/п              | Новохопёрский   |                                                                          |
| 53  | Бутырский              |                              | сельсовет | Бутырское с/п              | Репьёвский      |                                                                          |
| 54  | Бычковский             |                              | сельсовет | Бычковское с/п             | Петропавловский |                                                                          |
| 55  | Васильевский           |                              | сельсовет | Васильевское с/п           | Аннинский       |                                                                          |
| 56  | Васильевский           |                              | сельсовет | Васильевское с/п           | Бутурлиновский  |                                                                          |
| 57  | Васильевский           |                              | сельсовет | Васильевское с/п           | Грибановский    |                                                                          |
| 58  | Васильевский           |                              | сельсовет | Александровское с/п        | Таловский       |                                                                          |
| 59  | Великоархагельский     |                              | сельсовет | Великоархангельское с/п    | Бутурлиновский  |                                                                          |
| 60  | Веретьевский           |                              | сельсовет | Веретьевское с/п           | Острогожский    |                                                                          |
| 61  | Верхнебыковский        |                              | сельсовет | Берёзовское с/п            | Воробьёвский    |                                                                          |
| 62  | Верхнеикорецкий        |                              | сельсовет | Верхнеикорецкое с/п        | Бобровский      |                                                                          |
| 63  | Верхнекарачанский      |                              | сельсовет | Верхнекарачанское с/п      | Грибановский    |                                                                          |
| 64  | Верхнелуговатский      |                              | сельсовет | Верхнелуговатское с/п      | Верхнехавский   |                                                                          |
| 65  | Верхнемазовский        |                              | сельсовет | Верхнемазовское с/п        | Верхнехавский   |                                                                          |
| 66  | Верхнемамонский        |                              | сельсовет | Верхнемамонское с/п        | Верхнемамонский |                                                                          |
| 67  | Верхнеплавицкий        | до 2005: Верхнеплавитский    | сельсовет | Верхнеплавицкое с/п        | Верхнехавский   |                                                                          |
| 68  | Верхнетойденский       | до 2005: Верхнетойдинский    | сельсовет | Верхнетойденское с/п       | Аннинский       |                                                                          |
| 69  | Верхнетуровский        |                              | сельсовет | Верхнетуровское с/п        | Нижнедевицкий   |                                                                          |
| 70  | Верхнехавский          |                              | сельсовет | Верхнехавское с/п          | Верхнехавский   |                                                                          |
| 71  | Витебский              |                              | сельсовет | Витебское с/п              | Подгоренский    |                                                                          |
| 72  | Вихляевский            |                              | сельсовет | Вихляевское с/п            | Поворинский     |                                                                          |
| 73  | Вознесеновский         |                              | сельсовет | Новочигольское с/п         | Таловский       |                                                                          |
| 74  | Вознесенский           |                              | сельсовет | Вознесенское с/п           | Таловский       |                                                                          |
| 75  | Воленский              |                              | сельсовет | Воленское с/п              | Новоусманский   |                                                                          |
| 76  | Волчанский             |                              | сельсовет | Волчанское с/п             | Каменский       |                                                                          |
| 77  | Воробьёвский           |                              | сельсовет | Воробьёвское с/п           | Воробьёвский    |                                                                          |
| 78  | Воронежский            |                              | сельсовет | Никольское с/п             | Новоусманский   |                                                                          |
| 79  | Воронцовский           |                              | сельсовет | Воронцовское с/п           | Павловский      |                                                                          |
| 80  | Высокинский            |                              | сельсовет | Высокинское с/п            | Лискинский      |                                                                          |
| 81  | Вязноватовский         |                              | сельсовет | Вязноватовское с/п         | Нижнедевицкий   |                                                                          |
| 82  | Вязовский              |                              | сельсовет | Синявское с/п              | Таловский       |                                                                          |
| 83  | Гаврильский            |                              | сельсовет | Гаврильское с/п            | Павловский      |                                                                          |
| 84  | Гвазденский            |                              | сельсовет | Гвазденское с/п            | Бутурлиновский  |                                                                          |
| 85  | Гниловской             |                              | сельсовет | Гниловское с/п             | Острогожский    |                                                                          |
| 86  | Гнилушанский           |                              | сельсовет | Нижневедугское с/п         | Семилукский     |                                                                          |
| 87  | Голосновский           |                              | сельсовет | Новосильское с/п           | Семилукский     |                                                                          |
| 88  | Гончаровский           |                              | сельсовет | Гончаровское с/п           | Подгоренский    |                                                                          |
| 89  | Горожанский            |                              | сельсовет | Горожанское с/п            | Рамонский       |                                                                          |
| 90  | Гороховский            |                              | сельсовет | Гороховское с/п            | Верхнемамонский |                                                                          |
| 91  | Гремяченский           |                              | сельсовет | Гремяченское с/п           | Хохольский      |                                                                          |
| 92  | Гришевский             |                              | сельсовет | Гришевское с/п             | Подгоренский    |                                                                          |
| 93  | Губарёвский            |                              | сельсовет | Губарёвское с/п            | Семилукский     |                                                                          |
| 94  | Давыдовский            |                              | поссовет  | Давыдовское г/п            | Лискинский      |                                                                          |
| 95  | Дальнеполубянский      |                              | сельсовет | Дальнеполубянское с/п      | Острогожский    |                                                                          |
| 96  | Данковский             |                              | сельсовет | Данковское с/п             | Каширский       |                                                                          |
| 97  | Девицкий               |                              | сельсовет | Девицкое с/п               | Острогожский    |                                                                          |
| 98  | Девицкий               |                              | сельсовет | Девицкое с/п               | Семилукский     |                                                                          |
| 99  | Дегтяренский           | Дегтяринский                 | сельсовет | Дегтяренское с/п           | Каменский       |                                                                          |
| 100 | Дерезовский            |                              | сельсовет | Дерезовское с/п            | Верхнемамонский |                                                                          |
| 101 | Дерябкинский           |                              | сельсовет | Дерябкинское с/п           | Аннинский       |                                                                          |
| 102 | Дзержинский            |                              | сельсовет | Дзержинское с/п            | Каширский       |                                                                          |
| 103 | Дмитриевский           |                              | сельсовет | Дмитриевское с/п           | Панинский       |                                                                          |
| 104 | Добринский             |                              | сельсовет | Добринское с/п             | Таловский       |                                                                          |
| 105 | Добровольский          |                              | сельсовет | Добровольское с/п          | Поворинский     |                                                                          |
| 106 | Долиновский            | до 2005: Долинновский        | сельсовет | Коленовское с/п            | Новохопёрский   |                                                                          |
| 107 | Дракинский             |                              | сельсовет | Дракинское с/п             | Лискинский      |                                                                          |
| 108 | Дьяченковский          |                              | сельсовет | Дьяченковское с/п          | Богучарский     |                                                                          |
| 109 | Евдаковский            |                              | сельсовет | Евдаковское с/п            | Каменский       |                                                                          |
| 110 | Евстратовский          |                              | сельсовет | Евстратовское с/п          | Россошанский    |                                                                          |
| 111 | Еланский               |                              | сельсовет | Абрамовское с/п            | Таловский       |                                                                          |
| 112 | Елань-Коленовский      |                              | поссовет  | Елань-Коленовское г/п      | Новохопёрский   |                                                                          |
| 113 | Елизаветовский         |                              | сельсовет | Елизаветовское с/п         | Павловский      |                                                                          |
| 114 | Еманчанский            |                              | сельсовет | Хохольское г/п             | Хохольский      |                                                                          |
| 115 | Ерышёвский             |                              | сельсовет | Ерышёвское с/п             | Павловский      |                                                                          |
| 116 | Есиповский             |                              | сельсовет | Есиповское с/п             | Терновский      |                                                                          |
| 117 | Жилинский              |                              | сельсовет | Жилинское с/п              | Россошанский    |                                                                          |
| 118 | Журавский              |                              | сельсовет | Журавское с/п              | Кантемировский  |                                                                          |
| 119 | Заболотовский          |                              | сельсовет | Ольховатское г/п           | Ольховатский    |                                                                          |
| 120 | Заброденский           | до 2005: Забродненский       | сельсовет | Заброденское с/п           | Калачеевский    |                                                                          |
| 121 | Зайцевский             |                              | сельсовет | Зайцевское с/п             | Кантемировский  |                                                                          |
| 122 | Залиманский            |                              | сельсовет | Залиманское с/п            | Богучарский     |                                                                          |
| 123 | Залуженский            |                              | сельсовет | Залуженское с/п            | Лискинский      |                                                                          |
| 124 | Запрудский             |                              | сельсовет | Запрудское с/п             | Каширский       |                                                                          |
| 125 | Землянский             |                              | сельсовет | Землянское с/п             | Семилукский     |                                                                          |
| 126 | Ивановский             |                              | сельсовет | Ивановское с/п             | Панинский       |                                                                          |
| 127 | Истобинский            | до 2005: Истобенский         | сельсовет | Истобинское с/п            | Репьёвский      |                                                                          |
| 128 | Казанский              |                              | сельсовет | Александровское с/п        | Таловский       |                                                                          |
| 129 | Казинский              |                              | сельсовет | Казинское с/п              | Павловский      |                                                                          |
| 130 | Казинский              |                              | сельсовет | Землянское с/п             | Семилукский     |                                                                          |
| 131 | Калачеевский           |                              | сельсовет | Калачеевское с/п           | Калачеевский    |                                                                          |
| 132 | Калиновский            |                              | сельсовет | Калиновское с/п            | Грибановский    |                                                                          |
| 133 | Каменно-Верховский     |                              | сельсовет | Каменно-Верховское с/п     | Каширский       |                                                                          |
| 134 | Каменно-Садовский      | Камено-Садовский             | сельсовет | г/п город Новохопёрск      | Новохопёрский   |                                                                          |
| 135 | Каменно-Степной        |                              | сельсовет | Каменно-Степное с/п        | Таловский       |                                                                          |
| 136 | Кантемировский         |                              | поссовет  | Кантемировское г/п         | Кантемировский  |                                                                          |
| 137 | Карайчевский           |                              | сельсовет | Карайчевское с/п           | Бутурлиновский  |                                                                          |
| 138 | Карачунский            |                              | сельсовет | Карачунское с/п            | Рамонский       |                                                                          |
| 139 | Караяшниковский        |                              | сельсовет | Караяшниковское с/п        | Ольховатский    |                                                                          |
| 140 | Карпенковский          |                              | сельсовет | Карпенковское с/п          | Каменский       |                                                                          |
| 141 | Каширский              |                              | сельсовет | Каширское с/п              | Каширский       |                                                                          |
| 142 | Квашинский             |                              | сельсовет | Солонецкое с/п             | Воробьёвский    |                                                                          |
| 143 | Кирсановский           |                              | сельсовет | Кирсановское с/п           | Грибановский    |                                                                          |
| 144 | Киселинский            |                              | сельсовет | Киселинское с/п            | Терновский      |                                                                          |
| 145 | Клёповский             |                              | сельсовет | Клёповское с/п             | Бутурлиновский  |                                                                          |
| 146 | Ковалёвский            |                              | сельсовет | Ковалёвское с/п            | Лискинский      |                                                                          |
| 147 | Коденцовский           |                              | сельсовет | Коденцовское с/п           | Каменский       |                                                                          |
| 148 | Козловский             |                              | сельсовет | Козловское с/п             | Бутурлиновский  |                                                                          |
| 149 | Козловский             |                              | сельсовет | Козловское с/п             | Терновский      |                                                                          |
| 150 | Колбинский             |                              | сельсовет | Колбинское с/п             | Репьёвский      |                                                                          |
| 151 | Коленовский            |                              | сельсовет | Коленовское с/п            | Новохопёрский   |                                                                          |
| 152 | Колодеевский           |                              | сельсовет | Колодеевское с/п           | Бутурлиновский  |                                                                          |
| 153 | Колодежанский          |                              | сельсовет | Колодежанское с/п          | Подгоренский    |                                                                          |
| 154 | Колодезянский          |                              | сельсовет | Колодезянское с/п          | Каширский       |                                                                          |
| 155 | Коломыцевский          |                              | сельсовет | Коломыцевское с/п          | Лискинский      |                                                                          |
| 156 | Колыбельский           |                              | сельсовет | Колыбельское с/п           | Лискинский      |                                                                          |
| 157 | Комсомольский          |                              | сельсовет | Комсомольское с/п          | Рамонский       |                                                                          |
| 158 | Кондрашкинский         |                              | сельсовет | Кондрашкинское с/п         | Каширский       |                                                                          |
| 159 | Копанищенский          |                              | сельсовет | Копанищенское с/п          | Лискинский      |                                                                          |
| 160 | Копанянский            |                              | сельсовет | Копанянское с/п            | Ольховатский    |                                                                          |
| 161 | Копёнкинский           |                              | сельсовет | Копёнкинское с/п           | Россошанский    |                                                                          |
| 162 | Коренновский           |                              | сельсовет | Коренновское с/п           | Калачеевский    |                                                                          |
| 163 | Коротоякский           |                              | сельсовет | Коротоякское с/п           | Острогожский    |                                                                          |
| 164 | Коршевский             |                              | сельсовет | Коршевское с/п             | Бобровский      |                                                                          |
| 165 | Костёнский             |                              | сельсовет | Костёнское с/п             | Хохольский      |                                                                          |
| 166 | Костино-Отдельский     |                              | сельсовет | Костино-Отдельское с/п     | Терновский      |                                                                          |
| 167 | Кочетовский            |                              | сельсовет | Кочетовское с/п            | Хохольский      |                                                                          |
| 168 | Кравцовский            |                              | сельсовет | Марьевское с/п             | Ольховатский    |                                                                          |
| 169 | Красненский            |                              | сельсовет | Красненское с/п            | Панинский       |                                                                          |
| 170 | Краснобратский         |                              | сельсовет | Краснобратское с/п         | Калачеевский    |                                                                          |
| 171 | Краснознаменский       |                              | сельсовет | Краснознаменское с/п       | Лискинский      |                                                                          |
| 172 | Краснолиманский        |                              | сельсовет | Краснолиманское с/п        | Панинский       |                                                                          |
| 173 | Краснолипьевский       |                              | сельсовет | Краснолипьевское с/п       | Репьёвский      |                                                                          |
| 174 | Краснологский          |                              | сельсовет | Краснологское с/п          | Аннинский       |                                                                          |
| 175 | Краснологский          |                              | сельсовет | Краснологское с/п          | Каширский       |                                                                          |
| 176 | Краснопольский         |                              | сельсовет | Никольское 1-е с/п         | Воробьёвский    |                                                                          |
| 177 | Красноновский          |                              | сельсовет | Чернавское с/п             | Панинский       |                                                                          |
| 178 | Краснореченский        |                              | сельсовет | Краснореченское с/п        | Грибановский    |                                                                          |
| 179 | Красносёловский        |                              | сельсовет | Красносёловское с/п        | Петропавловский |                                                                          |
| 180 | Краснофлотский         |                              | сельсовет | Краснофлотское с/п         | Петропавловский |                                                                          |
| 181 | Красный                |                              | сельсовет | Красное с/п                | Павловский      |                                                                          |
| 182 | Краснянский            |                              | сельсовет | Краснянское с/п            | Новохопёрский   |                                                                          |
| 183 | Кривоносовский         |                              | сельсовет | Кривоносовское с/п         | Россошанский    |                                                                          |
| 184 | Кривополянский         |                              | сельсовет | Кривополянское с/п         | Острогожский    |                                                                          |
| 185 | Криничанский           |                              | сельсовет | Криничанское с/п           | Россошанский    |                                                                          |
| 186 | Криниченский           |                              | сельсовет | Криниченское с/п           | Острогожский    |                                                                          |
| 187 | Криушанский            |                              | сельсовет | Криушанское с/п            | Панинский       |                                                                          |
| 188 | Круглянский            |                              | сельсовет | Круглянское с/п            | Каширский       |                                                                          |
| 189 | Курбатовский           |                              | сельсовет | Курбатовское с/п           | Нижнедевицкий   |                                                                          |
| 190 | Кутковский             |                              | сельсовет | Кутковское с/п             | Грибановский    |                                                                          |
| 191 | Кучеряевский           |                              | сельсовет | Кучеряевское с/п           | Бутурлиновский  |                                                                          |
| 192 | Кучугуровский          |                              | сельсовет | Кучугуровское с/п          | Нижнедевицкий   |                                                                          |
| 193 | Латненский             |                              | поссовет  | Латненское г/п             | Семилукский     |                                                                          |
| 194 | Латненский             |                              | сельсовет | Латненское с/п             | Семилукский     |                                                                          |
| 195 | Левороссошанский       |                              | сельсовет | Левороссошанское с/п       | Каширский       |                                                                          |
| 196 | Лещановский            |                              | сельсовет | Воробьёвское с/п           | Воробьёвский    |                                                                          |
| 197 | Ливенский              |                              | сельсовет | Ливенское с/п              | Павловский      |                                                                          |
| 198 | Лизиновский            |                              | сельсовет | Лизиновское с/п            | Россошанский    |                                                                          |
| 199 | Липовский              |                              | сельсовет | Липовское с/п              | Бобровский      |                                                                          |
| 200 | Липчанский             |                              | сельсовет | Липчанское с/п             | Богучарский     |                                                                          |
| 201 | Лисичанский            |                              | сельсовет | Лисичанское с/п            | Ольховатский    |                                                                          |
| 202 | Листопадовский         |                              | сельсовет | Листопадовское с/п         | Грибановский    |                                                                          |
| 203 | Лозовской 1-й          |                              | сельсовет | Лозовское 1-е с/п          | Верхнемамонский | состав до 2013: часть с. Лозового, с 2013 село включено в оба сельсовета |
| 204 | Лозовской 2-й          |                              | сельсовет | Лозовское 1-е с/п          | Верхнемамонский | состав до 2013: часть с. Лозового, с 2013 село включено в оба сельсовета |
| 205 | Ломовский              |                              | сельсовет | Ломовское с/п              | Рамонский       |                                                                          |
| 206 | Лосевский              |                              | сельсовет | Лосевское с/п              | Павловский      |                                                                          |
| 207 | Лосевский              |                              | сельсовет | Лосевское с/п              | Семилукский     |                                                                          |
| 208 | Луговской              |                              | сельсовет | Луговское с/п              | Богучарский     |                                                                          |
| 209 | Лыковский              |                              | сельсовет | Лыковское с/п              | Подгоренский    |                                                                          |
| 210 | Мазурский              |                              | сельсовет | Мазурское с/п              | Поворинский     |                                                                          |
| 211 | Малоалабухский         |                              | сельсовет | Малоалабухское с/п         | Грибановский    |                                                                          |
| 212 | Маловерейский          |                              | сельсовет | Землянское с/п             | Семилукский     |                                                                          |
| 213 | Малогрибановский       |                              | сельсовет | Малогрибановское с/п       | Грибановский    |                                                                          |
| 214 | Малопокровский         |                              | сельсовет | Землянское с/п             | Семилукский     |                                                                          |
| 215 | Малоприваловский       |                              | сельсовет | Малоприваловское с/п       | Верхнехавский   |                                                                          |
| 216 | Малосамовецкий         |                              | сельсовет | Малосамовецкое с/п         | Верхнехавский   |                                                                          |
| 217 | Мамоновский            |                              | сельсовет | Мамоновское с/п            | Верхнемамонский |                                                                          |
| 218 | Манинский              |                              | сельсовет | Манинское с/п              | Калачеевский    |                                                                          |
| 219 | Марковский             |                              | сельсовет | Марковское с/п             | Каменский       |                                                                          |
| 220 | Мартыновский           |                              | сельсовет | Криушанское с/п            | Панинский       |                                                                          |
| 221 | Марченковский          |                              | сельсовет | Марьевское с/п             | Ольховатский    |                                                                          |
| 222 | Марьевский             |                              | сельсовет | Марьевское с/п             | Ольховатский    |                                                                          |
| 223 | Мастюгинский           |                              | сельсовет | Мастюгинское с/п           | Острогожский    |                                                                          |
| 224 | Медвеженский           |                              | сельсовет | Медвеженское с/п           | Семилукский     |                                                                          |
| 225 | Медовский              |                              | сельсовет | Мёдовское с/п              | Богучарский     |                                                                          |
| 226 | Меловатский            |                              | сельсовет | Меловатоское с/п           | Калачеевский    |                                                                          |
| 227 | Меловатский            |                              | сельсовет | Нижневедугское с/п         | Семилукский     |                                                                          |
| 228 | Мечётский              |                              | сельсовет | Мечётское с/п              | Бобровский      |                                                                          |
| 229 | Митрофановский         |                              | сельсовет | Митрофановское с/п         | Кантемировский  |                                                                          |
| 230 | Михайловский           |                              | сельсовет | Михайловское с/п           | Кантемировский  |                                                                          |
| 231 | Михайловский           |                              | сельсовет | Михайловское с/п           | Новохопёрский   |                                                                          |
| 232 | Михайловский           |                              | сельсовет | Михайловское с/п           | Панинский       |                                                                          |
| 233 | Михинский              |                              | сельсовет | Каменно-Степное с/п        | Таловский       |                                                                          |
| 234 | Михнёвский             |                              | сельсовет | Михнёвское с/п             | Нижнедевицкий   |                                                                          |
| 235 | Можайский              |                              | сельсовет | Можайское с/п              | Каширский       |                                                                          |
| 236 | Монастырщинский        | до 2009: Монастырщенский     | сельсовет | Монастырщинское с/п        | Богучарский     |                                                                          |
| 237 | Морозовский            |                              | сельсовет | Морозовское с/п            | Россошанский    |                                                                          |
| 238 | Морозовский            |                              | сельсовет | Морозовское с/п            | Эртильский      |                                                                          |
| 239 | Мосальский             |                              | сельсовет | Мосальское с/п             | Каширский       |                                                                          |
| 240 | Мосоловский            |                              | сельсовет | Мосоловское с/п            | Аннинский       |                                                                          |
| 241 | Мужичанский            |                              | сельсовет | Берёзовское с/п            | Воробьёвский    |                                                                          |
| 242 | Народненский           |                              | сельсовет | Народненское с/п           | Терновский      |                                                                          |
| 243 | Нащёкинский            |                              | сельсовет | Нащёкинское с/п            | Аннинский       |                                                                          |
| 244 | Нижнебайгорский        |                              | сельсовет | Нижнебайгорское с/п        | Верхнехавский   |                                                                          |
| 245 | Нижневедугский         |                              | сельсовет | Нижневедугское с/п         | Семилукский     |                                                                          |
| 246 | Нижнедевицкий          |                              | сельсовет | Нижнедевицкое с/п          | Нижнедевицкий   |                                                                          |
| 247 | Нижнеикорецкий         |                              | сельсовет | Нижнеикорецкое с/п         | Лискинский      |                                                                          |
| 248 | Нижнекаменский         |                              | сельсовет | Нижнекаменское с/п         | Таловский       |                                                                          |
| 249 | Нижнекарачанский       |                              | сельсовет | Нижнекарачанское с/п       | Грибановский    |                                                                          |
| 250 | Нижнекатуховский       |                              | сельсовет | Нижнекатуховское с/п       | Новоусманский   |                                                                          |
| 251 | Нижнемамонский 1-й     |                              | сельсовет | Нижнемамонское 1-е с/п     | Верхнемамонский | состав до 2013: часть с. Нижний Мамон                                    |
| 252 | Нижнемамонский 2-й     |                              | сельсовет | Нижнемамонское 1-е с/п     | Верхнемамонский | до 2013: в т.ч.часть с. Нижний Мамон                                     |
| 253 | Нижнетуровский         |                              | сельсовет | Нижнетуровское с/п         | Нижнедевицкий   |                                                                          |
| 254 | Николаевский           |                              | сельсовет | Николаевское с/п           | Аннинский       |                                                                          |
| 255 | Николаевский           |                              | сельсовет | Тамбовское с/п             | Терновский      |                                                                          |
| 256 | Никольский             |                              | сельсовет | Никольское с/п             | Аннинский       | состав до 2013: часть с. Никольского                                     |
| 257 | Никольский             |                              | сельсовет | Никольское с/п             | Бобровский      |                                                                          |
| 258 | Никольский             |                              | сельсовет | Никольское с/п             | Новоусманский   |                                                                          |
| 259 | Никольский             |                              | сельсовет | Новочигольское с/п         | Таловский       |                                                                          |
| 260 | Никольский 1-й         |                              | сельсовет | Никольское 1-е с/п         | Воробьёвский    |                                                                          |
| 261 | Никольский 2-й         |                              | сельсовет | Никольское 1-е с/п         | Воробьёвский    |                                                                          |
| 262 | Никольско-Еманчанский  |                              | сельсовет | Староникольское с/п        | Хохольский      |                                                                          |
| 263 | Новобелянский          |                              | сельсовет | Новобелянское с/п          | Кантемировский  |                                                                          |
| 264 | Новобогородицкий       |                              | сельсовет | Новобогородицкое с/п       | Петропавловский |                                                                          |
| 265 | Новогольеланский       |                              | сельсовет | Новогольеланское с/п       | Грибановский    |                                                                          |
| 266 | Новогольский           |                              | сельсовет | Новогольское с/п           | Грибановский    |                                                                          |
| 267 | Новогремяченский       |                              | сельсовет | Новогремяченское с/п       | Хохольский      |                                                                          |
| 268 | Новоживотинновский     |                              | сельсовет | Новоживотинновское с/п     | Рамонский       |                                                                          |
| 269 | Новожизненский         |                              | сельсовет | Новожизненское с/п         | Аннинский       |                                                                          |
| 270 | Новоильменский         |                              | сельсовет | г/п город Новохопёрск      | Новохопёрский   |                                                                          |
| 271 | Новокалитвенский       |                              | сельсовет | Новокалитвенское с/п       | Россошанский    |                                                                          |
| 272 | Новокирсановский       |                              | сельсовет | Терновское с/п             | Терновский      |                                                                          |
| 273 | Новокриушанский        |                              | сельсовет | Новокриушанское с/п        | Калачеевский    |                                                                          |
| 274 | Никольский             |                              | сельсовет | Новокурлакское с/п         | Аннинский       |                                                                          |
| 275 | Новолиманский          |                              | сельсовет | Новолиманское с/п          | Петропавловский |                                                                          |
| 276 | Новомакаровский        |                              | сельсовет | Новомакаровское с/п        | Грибановский    |                                                                          |
| 277 | Новомарковский         |                              | сельсовет | Новомарковское с/п         | Кантемировский  |                                                                          |
| 278 | Новоольшанский         |                              | сельсовет | Новоольшанское с/п         | Нижнедевицкий   |                                                                          |
| 279 | Новопокровский         |                              | сельсовет | Новопокровское с/п         | Новохопёрский   |                                                                          |
| 280 | Новопостояловский      |                              | сельсовет | Новопостояловское с/п      | Россошанский    |                                                                          |
| 281 | Новосильский           |                              | сельсовет | Новосильское с/п           | Семилукский     |                                                                          |
| 282 | Новосолдатский         |                              | сельсовет | Новосолдатское с/п         | Репьёвский      |                                                                          |
| 283 | Новотроицкий           |                              | сельсовет | Новотроицкое с/п           | Петропавловский |                                                                          |
| 284 | Новотроицкий           |                              | сельсовет | Новотроицкое с/п           | Терновский      |                                                                          |
| 285 | Новохарьковский        |                              | сельсовет | Новохарьковское с/п        | Ольховатский    |                                                                          |
| 286 | Новочигольский         |                              | сельсовет | Новочигольское с/п         | Таловский       |                                                                          |
| 287 | Норово-Ротаевский      |                              | сельсовет | Норово-Ротаевское с/п      | Нижнедевицкий   |                                                                          |
| 288 | Озёрский               |                              | сельсовет | Озёрское с/п               | Бутурлиновский  |                                                                          |
| 289 | Октябрьский            |                              | сельсовет | Октябрьское с/п            | Бобровский      |                                                                          |
| 290 | Октябрьский            |                              | сельсовет | Октябрьское с/п            | Панинский       |                                                                          |
| 291 | Октябрьский            |                              | сельсовет | Октябрьское с/п            | Поворинский     |                                                                          |
| 292 | Ольховатский           |                              | сельсовет | Ольховатское с/п           | Верхнемамонский |                                                                          |
| 293 | Ольшанский             |                              | сельсовет | Ольшанское с/п             | Острогожский    |                                                                          |
| 294 | Орловский              |                              | сельсовет | Орловское с/п              | Таловский       |                                                                          |
| 295 | Орловский              |                              | сельсовет | Орловское с/п              | Новоусманский   |                                                                          |
| 296 | Осадчевский            |                              | сельсовет | Осадчевское с/п            | Репьёвский      |                                                                          |
| 297 | Осетровский            |                              | сельсовет | Осетровское с/п            | Верхнемамонский |                                                                          |
| 298 | Осиковский             |                              | сельсовет | Осиковское с/п             | Кантемировский  |                                                                          |
| 299 | Островский             |                              | сельсовет | Островское с/п             | Аннинский       | до 2013: в т.ч. часть с. Архангельского                                  |
| 300 | Острянский             |                              | сельсовет | Острянское с/п             | Нижнедевицкий   |                                                                          |
| 301 | Оськинский             |                              | сельсовет | Оськинское с/п             | Хохольский      |                                                                          |
| 302 | Отрадненский           |                              | сельсовет | Отрадненское с/п           | Новоусманский   |                                                                          |
| 303 | Павловский             |                              | сельсовет | Павловское с/п             | Рамонский       |                                                                          |
| 304 | Панинский              |                              | поссовет  | Панинское г/п              | Панинский       |                                                                          |
| 305 | Парижскокоммунский     | до 2005: Парижско-Коммунский | сельсовет | Парижскокоммунское с/п     | Верхнехавский   |                                                                          |
| 306 | Пасековский            |                              | сельсовет | Пасековское с/п            | Кантемировский  |                                                                          |
| 307 | Первомайский           |                              | сельсовет | Первомайское с/п           | Богучарский     |                                                                          |
| 308 | Первомайский           |                              | сельсовет | Первомайское с/п           | Подгоренский    |                                                                          |
| 309 | Первомайский           |                              | сельсовет | Первомайское с/п           | Эртильский      |                                                                          |
| 310 | Первоэртильский        |                              | сельсовет | Первоэртильское с/п        | Эртильский      |                                                                          |
| 311 | Переваленский          |                              | сельсовет | Переваленское с/п          | Подгоренский    |                                                                          |
| 312 | Перелёшинский          |                              | поссовет  | Перелёшинское г/п          | Панинский       |                                                                          |
| 313 | Перлёвский             |                              | сельсовет | Перлёвское с/п             | Семилукский     |                                                                          |
| 314 | Першинский             |                              | сельсовет | Першинское с/п             | Нижнедевицкий   |                                                                          |
| 315 | Песковский             |                              | сельсовет | Песковское с/п             | Павловский      |                                                                          |
| 316 | Песковский             |                              | сельсовет | Песковское с/п             | Петропавловский |                                                                          |
| 317 | Песковский             |                              | сельсовет | Песковское с/п             | Поворинский     |                                                                          |
| 318 | Петинский              |                              | сельсовет | Петинское с/п              | Хохольский      |                                                                          |
| 319 | Петренковский          |                              | сельсовет | Петренковское с/п          | Острогожский    |                                                                          |
| 320 | Петровский             |                              | сельсовет | Петровское с/п             | Лискинский      |                                                                          |
| 321 | Петровский             |                              | сельсовет | Петровское с/п             | Павловский      |                                                                          |
| 322 | Петропавловский        |                              | сельсовет | Петропавловское с/п        | Лискинский      |                                                                          |
| 323 | Петропавловский        |                              | сельсовет | Петропавловское с/п        | Острогожский    |                                                                          |
| 324 | Петропавловский        |                              | сельсовет | Петропавловское с/п        | Петропавловский |                                                                          |
| 325 | Писаревский            |                              | сельсовет | Писаревское с/п            | Кантемировский  |                                                                          |
| 326 | Платавский             |                              | сельсовет | Платавское с/п             | Репьёвский      |                                                                          |
| 327 | Плясоватский           |                              | сельсовет | Плясоватское с/п           | Верхнехавский   |                                                                          |
| 328 | Подгоренский           |                              | сельсовет | Подгоренское с/п           | Калачеевский    |                                                                          |
| 329 | Подгоренский           |                              | сельсовет | Ярковское с/п              | Новохопёрский   |                                                                          |
| 330 | Подгоренский           |                              | сельсовет | Подгоренское с/п           | Россошанский    |                                                                          |
| 331 | Подколодновский        |                              | сельсовет | Подколодновское с/п        | Богучарский     |                                                                          |
| 332 | Подосиновский          |                              | сельсовет | Коленовское с/п            | Новохопёрский   |                                                                          |
| 333 | Покровский             |                              | сельсовет | Покровское с/п             | Павловский      |                                                                          |
| 334 | Полежаевский           |                              | сельсовет | Михайловское с/п           | Новохопёрский   |                                                                          |
| 335 | Поповский              |                              | сельсовет | Поповское с/п              | Богучарский     |                                                                          |
| 336 | Поповский              |                              | сельсовет | Поповское с/п              | Россошанский    |                                                                          |
| 337 | Поповский              |                              | сельсовет | Народненскоес/п            | Терновский      |                                                                          |
| 338 | Посевкинский           |                              | сельсовет | Посевкинское с/п           | Грибановский    |                                                                          |
| 339 | Почепской              |                              | сельсовет | Почепское с/п              | Лискинский      |                                                                          |
| 340 | Правохавский           |                              | сельсовет | Правохавское с/п           | Верхнехавский   |                                                                          |
| 341 | Пригородный            |                              | сельсовет | Пригородное с/п            | Калачеевский    |                                                                          |
| 342 | Приреченский           |                              | сельсовет | Приреченское с/п           | Верхнемамонский |                                                                          |
| 343 | Прогрессовский         |                              | сельсовет | Прогрессовское с/п         | Панинский       |                                                                          |
| 344 | Пугачёвский            |                              | сельсовет | Пугачёвское с/п            | Аннинский       |                                                                          |
| 345 | Пузевский              |                              | сельсовет | Пузевское с/п              | Бутурлиновский  |                                                                          |
| 346 | Пчелиновский           |                              | сельсовет | Пчелиновское с/п           | Бобровский      |                                                                          |
| 347 | Пыховский              |                              | сельсовет | Пыховское с/п              | Новохопёрский   |                                                                          |
| 348 | Радченский             |                              | сельсовет | Радченское с/п             | Богучарский     |                                                                          |
| 349 | Рамоньский             |                              | сельсовет | Рамоньское с/п             | Аннинский       |                                                                          |
| 350 | Репьёвский             |                              | сельсовет | Репьёвское с/п             | Репьёвский      |                                                                          |
| 351 | Рогачёвский            |                              | сельсовет | Рогачёвское с/п            | Новоусманский   |                                                                          |
| 352 | Рождественский         |                              | сельсовет | Рождественское с/п         | Поворинский     |                                                                          |
| 353 | Рождественско-Хавский  |                              | сельсовет | Рождественско-Хавское с/п  | Новоусманский   |                                                                          |
| 354 | Россошанский           |                              | сельсовет | Россошанское с/п           | Репьёвский      |                                                                          |
| 355 | Россошкинский          |                              | сельсовет | Россошкинское с/п          | Репьёвский      |                                                                          |
| 356 | Россыпнянский          |                              | сельсовет | Россыпнянское с/п          | Калачеевский    |                                                                          |
| 357 | Росташевский           |                              | сельсовет | Росташевское с/п           | Панинский       |                                                                          |
| 358 | Ростошинский           |                              | сельсовет | Ростошинское с/п           | Эртильский      |                                                                          |
| 359 | Рубашевский            |                              | сельсовет | Рубашевское с/п            | Аннинский       |                                                                          |
| 360 | Рудкинский             |                              | сельсовет | Гремяченское с/п           | Хохольский      |                                                                          |
| 361 | Руднянский             |                              | сельсовет | Воробьёвское с/п           | Воробьёвский    |                                                                          |
| 362 | Русановский            |                              | сельсовет | г/п город Новохопёрск      | Новохопёрский   |                                                                          |
| 363 | Русановский            |                              | сельсовет | Русановское с/п            | Терновский      |                                                                          |
| 364 | Русско-Буйловский      |                              | сельсовет | Русско-Буйловское с/п      | Павловский      |                                                                          |
| 365 | Русско-Гвоздевский     |                              | сельсовет | Русскогвоздёвское с/п      | Рамонский       |                                                                          |
| 366 | Русско-Журавский       |                              | сельсовет | Русско-Журавское с/п       | Верхнемамонский |                                                                          |
| 367 | Сагуновский            |                              | сельсовет | Сагуновское с/п            | Подгоренский    |                                                                          |
| 368 | Садовский              |                              | сельсовет | Садовское с/п              | Аннинский       |                                                                          |
| 369 | Самовецкий             |                              | сельсовет | Самовецкое с/п             | Эртильский      |                                                                          |
| 370 | Самодуровский          |                              | сельсовет | Самодуровское с/п          | Поворинский     |                                                                          |
| 371 | Селявинский            |                              | сельсовет | Селявинское с/п            | Лискинский      |                                                                          |
| 372 | Семейский              |                              | сельсовет | Семейское с/п              | Подгоренский    |                                                                          |
| 373 | Семёно-Александровский |                              | сельсовет | Семёно-Александровское с/п | Бобровский      |                                                                          |
| 374 | Семёновский            |                              | сельсовет | Семёновское с/п            | Верхнехавский   |                                                                          |
| 375 | Семёновский            |                              | сельсовет | Семёновское с/п            | Калачеевский    |                                                                          |
| 376 | Семидесятский          |                              | сельсовет | Семидесятское с/п          | Хохольский      |                                                                          |
| 377 | Семилукский            |                              | сельсовет | Семилукское с/п            | Семилукский     |                                                                          |
| 378 | Сергеевский            |                              | сельсовет | Октябрьское с/п            | Панинский       |                                                                          |
| 379 | Сергеевский            |                              | сельсовет | Сергеевское с/п            | Подгоренский    |                                                                          |
| 380 | Сериковский            |                              | сельсовет | Сериковское с/п            | Бутурлиновский  |                                                                          |
| 381 | Синелипяговский        |                              | сельсовет | Синелипяговское с/п        | Нижнедевицкий   |                                                                          |
| 382 | Синявский              |                              | сельсовет | Синявское с/п              | Таловский       |                                                                          |
| 383 | Скляевский             |                              | сельсовет | Скляевское с/п             | Рамонский       |                                                                          |
| 384 | Скорицкий              |                              | сельсовет | Скорицкое с/п              | Репьёвский      |                                                                          |
| 385 | Скорорыбский           |                              | сельсовет | Скорорыбское с/п           | Подгоренский    |                                                                          |
| 386 | Скрипнянский           |                              | сельсовет | Скрипнянское с/п           | Калачеевский    |                                                                          |
| 387 | Скупопотуданский       |                              | сельсовет | Скупопотуданское с/п       | Нижнедевицкий   |                                                                          |
| 388 | Слободской             |                              | сельсовет | Слободское с/п             | Бобровский      | до 1998: пгт                                                             |
| 389 | Смаглеевский           |                              | сельсовет | Смаглеевское с/п           | Кантемировский  |                                                                          |
| 390 | Советский              |                              | сельсовет | Советское с/п              | Калачеевский    |                                                                          |
| 391 | Солдатский             |                              | сельсовет | Солдатское с/п             | Острогожский    |                                                                          |
| 392 | Солонецкий             |                              | сельсовет | Солонецкое с/п             | Воробьёвский    |                                                                          |
| 393 | Сомовский              |                              | сельсовет | Сомовское с/п              | Рамонский       |                                                                          |
| 394 | Сончинский             |                              | сельсовет | Сончинское с/п             | Каменский       |                                                                          |
| 395 | Спасский               |                              | сельсовет | Спасское с/п               | Верхнехавский   |                                                                          |
| 396 | Среднеикорецкий        |                              | сельсовет | Среднеикорецкое с/п        | Лискинский      |                                                                          |
| 397 | Стадницкий             |                              | сельсовет | Стадницкое с/п             | Семилукский     |                                                                          |
| 398 | Старинский             |                              | сельсовет | Старинское с/п             | Каширский       |                                                                          |
| 399 | Староведугский         |                              | сельсовет | Староведугское с/п         | Семилукский     |                                                                          |
| 400 | Старокалитвенский      |                              | сельсовет | Старокалитвенское с/п      | Россошанский    |                                                                          |
| 401 | Старокриушанский       |                              | сельсовет | Старокриушанское с/п       | Петропавловский |                                                                          |
| 402 | Старомеловатский       |                              | сельсовет | Старомеловатское с/п       | Петропавловский |                                                                          |
| 403 | Староникольский        |                              | сельсовет | Староникольское с/п        | Хохольский      |                                                                          |
| 404 | Староольшанский        |                              | сельсовет | Староведугское с/п         | Семилукский     |                                                                          |
| 405 | Старотойденский        |                              | сельсовет | Старотойденское с/п        | Аннинский       |                                                                          |
| 406 | Старохворостанский     |                              | сельсовет | Старохворостанское с/п     | Лискинский      |                                                                          |
| 407 | Старочигольский        |                              | сельсовет | Старочигольское с/п        | Аннинский       |                                                                          |
| 408 | Степнянский            |                              | сельсовет | Степнянское с/п            | Лискинский      |                                                                          |
| 409 | Степнянский            |                              | сельсовет | Степнянское с/п            | Ольховатский    |                                                                          |
| 410 | Сторожевской 1-й       |                              | сельсовет | Сторожевское 1-е с/п       | Острогожский    |                                                                          |
| 411 | Сторожевской 2-й       |                              | сельсовет | Сторожевское 2-е с/п       | Лискинский      |                                                                          |
| 412 | Стрелицкий             |                              | поссовет  | Стрелицкое г/п             | Семилукский     |                                                                          |
| 413 | Ступинский             |                              | сельсовет | Ступинское с/п             | Рамонский       |                                                                          |
| 414 | Сухо-Берёзовский       |                              | сельсовет | Сухо-Берёзовское с/п       | Бобровский      |                                                                          |
| 415 | Сухогаёвский           |                              | сельсовет | Сухогаёвское с/п           | Верхнехавский   |                                                                          |
| 416 | Суходонецкий           |                              | сельсовет | Суходонецкое с/п           | Богучарский     |                                                                          |
| 417 | Таловский              |                              | сельсовет | Таловское с/п              | Кантемировский  |                                                                          |
| 418 | Тамбовский             |                              | сельсовет | Тамбовское с/п             | Терновский      |                                                                          |
| 419 | Татаринский            |                              | сельсовет | Татаринское с/п            | Каменский       |                                                                          |
| 420 | Твердохлебовский       |                              | сельсовет | Твердохлебовское с/п       | Богучарский     |                                                                          |
| 421 | Терновский             |                              | сельсовет | Терновское с/п             | Новохопёрский   |                                                                          |
| 422 | Терновский             |                              | сельсовет | Терновское с/п             | Острогожский    |                                                                          |
| 423 | Терновский             |                              | сельсовет | Терновское с/п             | Терновский      |                                                                          |
| 424 | Тимирязевский          |                              | сельсовет | Тимирязевское с/п          | Новоусманский   |                                                                          |
| 425 | Титаревский            |                              | сельсовет | Титаревское с/п            | Кантемировский  |                                                                          |
| 426 | Тишанский              |                              | сельсовет | Тишанское с/п              | Таловский       |                                                                          |
| 427 | Тресоруковский         |                              | сельсовет | Тресоруковское с/п         | Лискинский      |                                                                          |
| 428 | Трёхстенский           |                              | сельсовет | Трёхстенское с/п           | Каменский       |                                                                          |
| 429 | Троицкий               |                              | сельсовет | Троицкое с/п               | Лискинский      |                                                                          |
| 430 | Троицкий               |                              | сельсовет | Троицкое с/п               | Новохопёрский   |                                                                          |
| 431 | Троицкий               |                              | сельсовет | Новосильское с/п           | Семилукский     |                                                                          |
| 432 | Тройнянский            |                              | сельсовет | Тройнянское с/п            | Бобровский      |                                                                          |
| 433 | Трудовской             |                              | сельсовет | Трудовское с/п             | Новоусманский   |                                                                          |
| 434 | Тхоревский             |                              | сельсовет | Тхоревское с/п             | Каменский       |                                                                          |
| 435 | Углянский              |                              | сельсовет | Углянское с/п              | Верхнехавский   |                                                                          |
| 436 | Урывский               |                              | сельсовет | Урывское с/п               | Острогожский    |                                                                          |
| 437 | Усманский 1-й          |                              | сельсовет | Усманское 1-е с/п          | Новоусманский   | состав до 2022: часть с. Новая Усмань                                    |
| 438 | Усманский 2-й          |                              | сельсовет | Усманское 1-е с/п          | Новоусманский   | до 2022: в т.ч. часть с. Новая Усмань                                    |
| 439 | Филиппенковский        |                              | сельсовет | Филиппенковское с/п        | Бутурлиновский  |                                                                          |
| 440 | Филоновский            |                              | сельсовет | Филоновское с/п            | Богучарский     |                                                                          |
| 441 | Фисенковский           |                              | сельсовет | Фисенковское с/п           | Кантемировский  |                                                                          |
| 442 | Хвощеватовский         |                              | сельсовет | Хвощеватовское с/п         | Нижнедевицкий   |                                                                          |
| 443 | Хлебенский             |                              | сельсовет | Хлебенское с/п             | Новоусманский   |                                                                          |
| 444 | Хлебородненский        |                              | сельсовет | Хлебородненское с/п        | Аннинский       |                                                                          |
| 445 | Хорольский             |                              | сельсовет | Нижнекаменское с/п         | Таловский       |                                                                          |
| 446 | Хохол-Тростянский      |                              | сельсовет | Хохол-Тростянское с/п      | Острогожский    |                                                                          |
| 447 | Хохольский             |                              | поссовет  | Хохольское г/п             | Хохольский      |                                                                          |
| 448 | Хохольский             |                              | сельсовет | Хохольское г/п             | Хохольский      |                                                                          |
| 449 | Хреновской             |                              | сельсовет | Хреновское с/п             | Бобровский      |                                                                          |
| 450 | Хреновской             |                              | сельсовет | Хреновское с/п             | Новоусманский   |                                                                          |
| 451 | Хрещатовский           |                              | сельсовет | Хрещатовское с/п           | Калачеевский    |                                                                          |
| 452 | Центральский           |                              | сельсовет | Центральское с/п           | Новохопёрский   |                                                                          |
| 453 | Чернавский             |                              | сельсовет | Чернавское с/п             | Панинский       |                                                                          |
| 454 | Чесменский             |                              | сельсовет | Чесменское с/п             | Бобровский      |                                                                          |
| 455 | Чистополянский         | до 2005: Чисто-Полянский     | сельсовет | Чистополянское с/п         | Рамонский       |                                                                          |
| 456 | Чулокский              |                              | сельсовет | Чулокское с/п              | Бутурлиновский  |                                                                          |
| 457 | Шапошниковский         |                              | сельсовет | Шапошниковское с/п         | Ольховатский    |                                                                          |
| 458 | Шанинский              |                              | сельсовет | Шанинское с/п              | Таловский       |                                                                          |
| 459 | Шанинский 2-й          |                              | сельсовет | Шанинское с/п              | Таловский       |                                                                          |
| 460 | Шекаловский            |                              | сельсовет | Шекаловское с/п            | Россошанский    |                                                                          |
| 461 | Шестаковский           |                              | сельсовет | Шестаковское с/п           | Бобровский      |                                                                          |
| 462 | Ширяевский             |                              | сельсовет | Ширяевское с/п             | Калачеевский    |                                                                          |
| 463 | Шишовский              |                              | сельсовет | Шишовское с/п              | Бобровский      |                                                                          |
| 464 | Шрамовский             |                              | сельсовет | Шрамовское с/п             | Россошанский    |                                                                          |
| 465 | Шуберский              |                              | сельсовет | Шуберское с/п              | Новоусманский   |                                                                          |
| 466 | Шубинский              |                              | сельсовет | Шубинское с/п              | Острогожский    |                                                                          |
| 467 | Шукавский              |                              | сельсовет | Шукавское с/п              | Верхнехавский   |                                                                          |
| 468 | Щучинский              |                              | сельсовет | Щучинское с/п              | Лискинский      |                                                                          |
| 469 | Щучинский              |                              | сельсовет | Щучинское с/п              | Эртильский      |                                                                          |
| 470 | Щучинско-Песковский    | до 2005: Щучино-Песковский   | сельсовет | Щучинско-Песковское с/п    | Эртильский      |                                                                          |
| 471 | Юдановский             |                              | сельсовет | Юдановское с/п             | Бобровский      |                                                                          |
| 472 | Юдинский               |                              | сельсовет | Юдинское с/п               | Подгоренский    |                                                                          |
| 473 | Юрасовский             |                              | сельсовет | Караяшниковское с/п        | Ольховатский    |                                                                          |
| 474 | Яблоченский            |                              | сельсовет | Яблоченское с/п            | Хохольский      |                                                                          |
| 475 | Яменский               |                              | сельсовет | Яменское с/п               | Рамонский       |                                                                          |
| 476 | Ярковский              |                              | сельсовет | Ярковское с/п              | Новохопёрский   |                                                                          |
| 477 | Ясенковский            |                              | сельсовет | Ясенковское с/п            | Бобровский      |                                                                          |
| 478 | Ясеновский             |                              | сельсовет | Ясеновское с/п             | Калачеевский    |                                                                          |
| 479 | Ячейский               |                              | сельсовет | Ячейское с/п               | Эртильский      |                                                                          |

### Упразднённые сельсоветы и поссоветы
Сельсоветы Новохопёрского, Подгоренского и Хохольского районов были упразднены в результате муниципальной реформы в 2004 году.
Сельсоветы и поссоветы города Воронежа были упразднены в 2011 году.
| №         | Сельсовет (поссовет) | Тип       | Подчинение                        | Комментарий |
| --------- | -------------------- | --------- | --------------------------------- | --- |
| 1e-06     | Андреевский          | сельсовет | Подгоренский район                | 2004: объединён с Лыковским сельсоветом; 2005: исключён из ОКАТО                                                                            |
| 1         | Боганский            | сельсовет | Борисоглебский район              | |
| 2         | Горельский           | сельсовет | Борисоглебский район              | |
| 3         | Губарёвский          | сельсовет | Борисоглебский район              | |
| 3.000002  | Еланский             | сельсовет | Новохопёрский район               | 2004: объединён с Коленовским сельсоветом в Коленовское с/п, 2005: исключён из ОКАТО, с.н.п. включены в Коленовский сельсовет               |
| 3.000003  | Краснолесненский     | поссовет  | г. Воронеж, Железнодорожный район | 2011: упразднён; 2021: исключён из ОКАТО |
| 4         | Макашевский          | сельсовет | Борисоглебский район              | |
| 4.000004  | Малышевский          | сельсовет | г. Воронеж, Советский район       | 2011: упразднён; 2021: исключён из ОКАТО |
| 4.000005  | Масловский           | сельсовет | г. Воронеж, Левобережный район    | 2011: упразднён; 2021: исключён из ОКАТО |
| 5         | Махровский           | сельсовет | Борисоглебский район              | |
| 5.000006  | Московский           | сельсовет | Новохопёрский район               | 2004: объединён со Старожильским сельсоветом в Троицкое с/п, 2005: исключён из ОКАТО, с.н.п. включены в новообразованный Троицкий сельсовет |
| 5.000007  | Новоникольский       | сельсовет | г. Воронеж, Левобережный район    | 2011: упразднён; 2021: исключён из ОКАТО |
| 5.000008  | Новохохольский       | сельсовет | Хохольский район                  | 2004: объединён с Хохольским сельсоветом, преобразованным в Хохольское с/п; 2005: исключён из ОКАТО, с.н.п. включены в Хохольский сельсовет |
| 5.000009  | Первомайский         | сельсовет | г. Воронеж, Советский район       | 2011: упразднён; 2021: исключён из ОКАТО |
| 6         | Петровский           | сельсовет | Борисоглебский район              | |
| 6.00001   | Подгоренский         | сельсовет | г. Воронеж, Коминтерновский район | 2011: упразднён; 2021: исключён из ОКАТО |
| 6.000011  | Подгоренский         | сельсовет | Подгоренский район                | разделён между Берёзовским сельсоветом и пгт Подгоренским; 2005: исключён из ОКАТО                                                          |
| 6.000012  | Придонской           | поссовет  | г. Воронеж, Советский район       | 2011: упразднён; 2021: исключён из ОКАТО |
| 6.000013  | Репненский           | сельсовет | г. Воронеж, Железнодорожный район | 2011: упразднён; 2021: исключён из ОКАТО |
| 6.000014  | Сиротовский          | сельсовет | Подгоренский район                | 2004: разделён между Витебским и Скорорыбским сельсоветами; 2005: исключён из ОКАТО                                                         |
| 6.000015  | Сомовский            | поссовет  | г. Воронеж, Железнодорожный район | 2011: упразднён; 2021: исключён из ОКАТО |
| 6.000016  | Старожильский        | сельсовет | Новохопёрский район               | 2004: объединён с Московским сельсоветом в Троицкое с/п, 2005: исключён из ОКАТО, с.н.п. включены в новообразованный Троицкий сельсовет     |
| 7         | Танцырейский         | сельсовет | Борисоглебский район              | |
| 8         | Третьяковский        | сельсовет | Борисоглебский район              | |
| 9         | Тюковский            | сельсовет | Борисоглебский район              | |
| 10        | Ульяновский          | сельсовет | Борисоглебский район              | |
| 11        | Чигоракский          | сельсовет | Борисоглебский район              | |
| 11.000017 | Шиловский            | поссовет  | г. Воронеж, Советский район       | 2011: упразднён; 2021: исключён из ОКАТО |